# 拉哈湖國家公園
拉哈湖國家公園是智利的國家公園，位於該國中部，由比奧比奧大區負責管轄，成立於1958年，面積119平方公里，最高點海拔高度3,585米，是47種鳥類的棲息地。

## 圖片

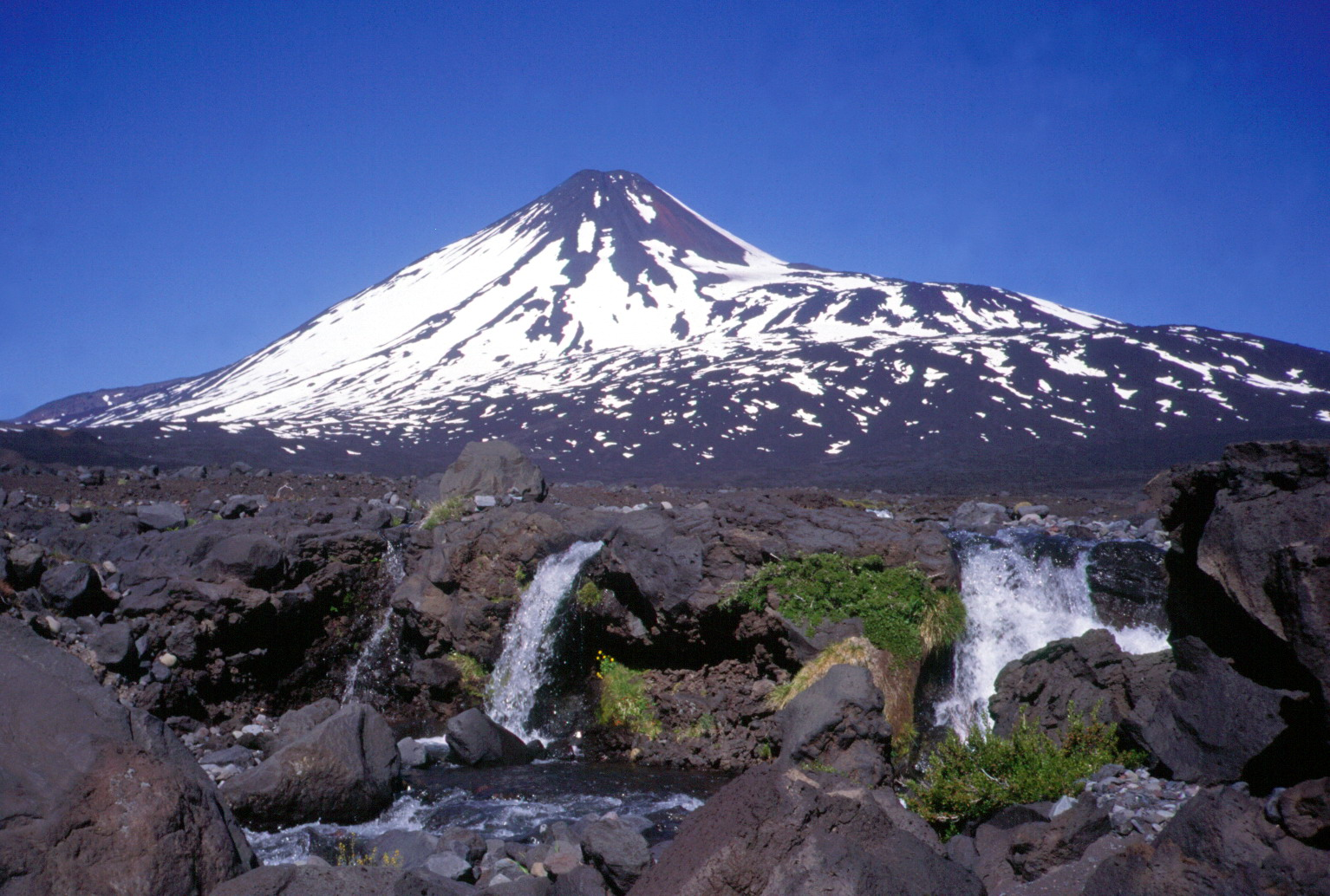
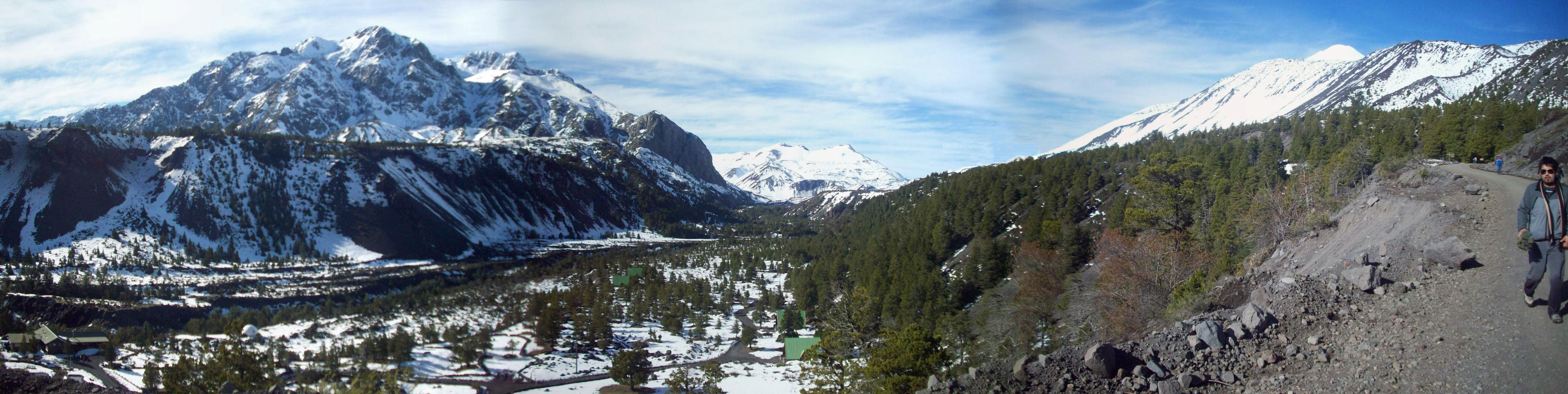
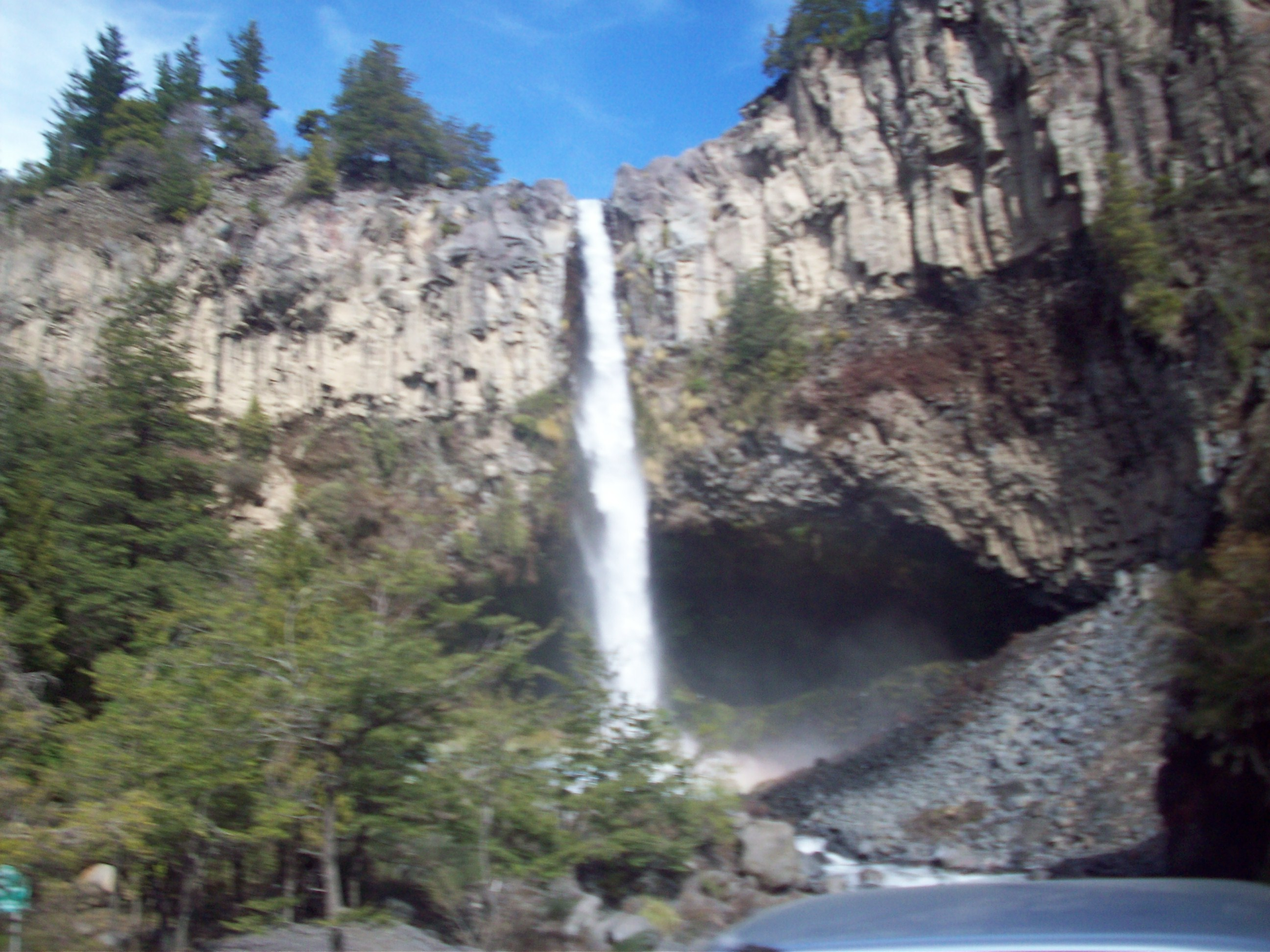
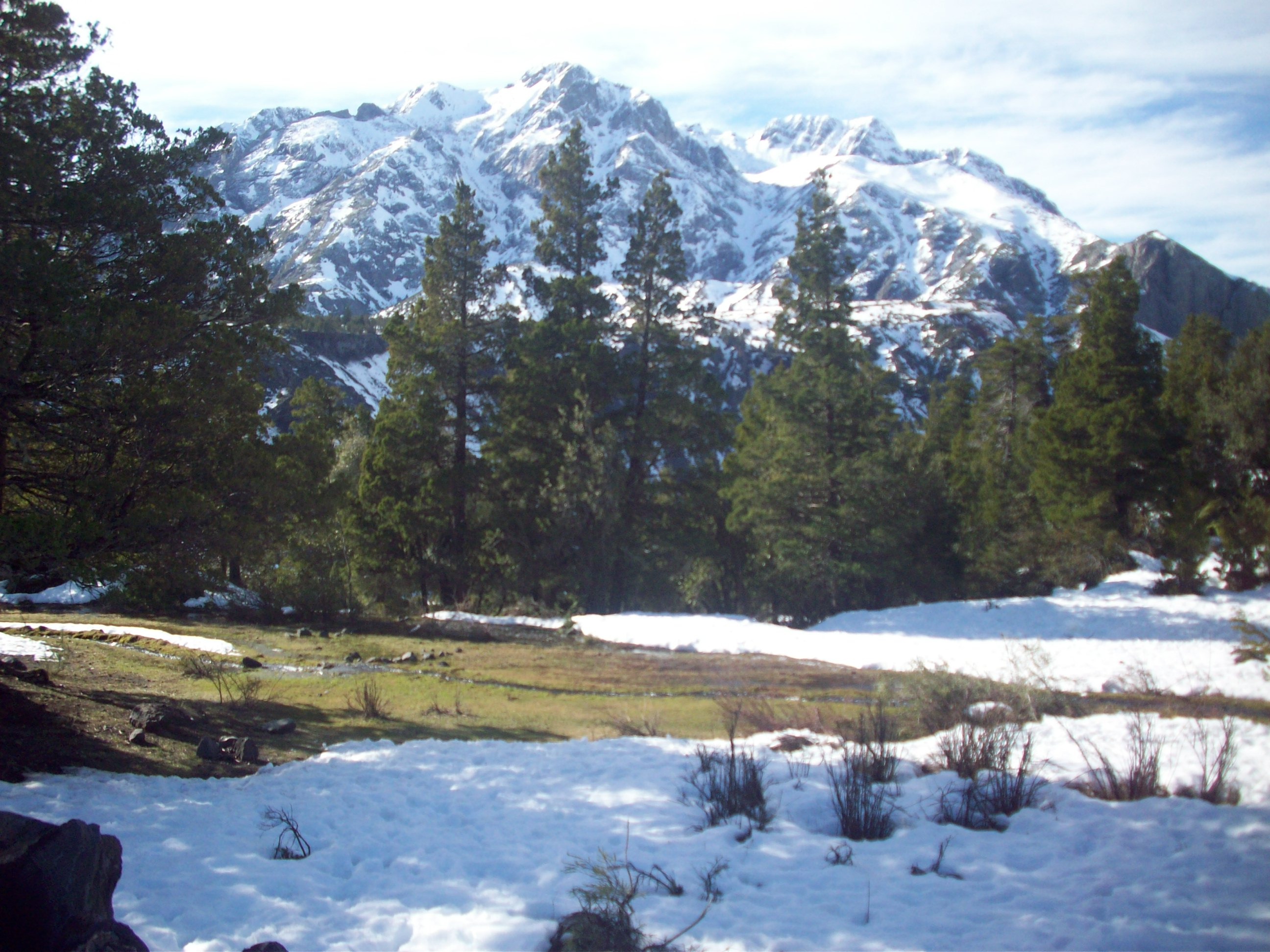
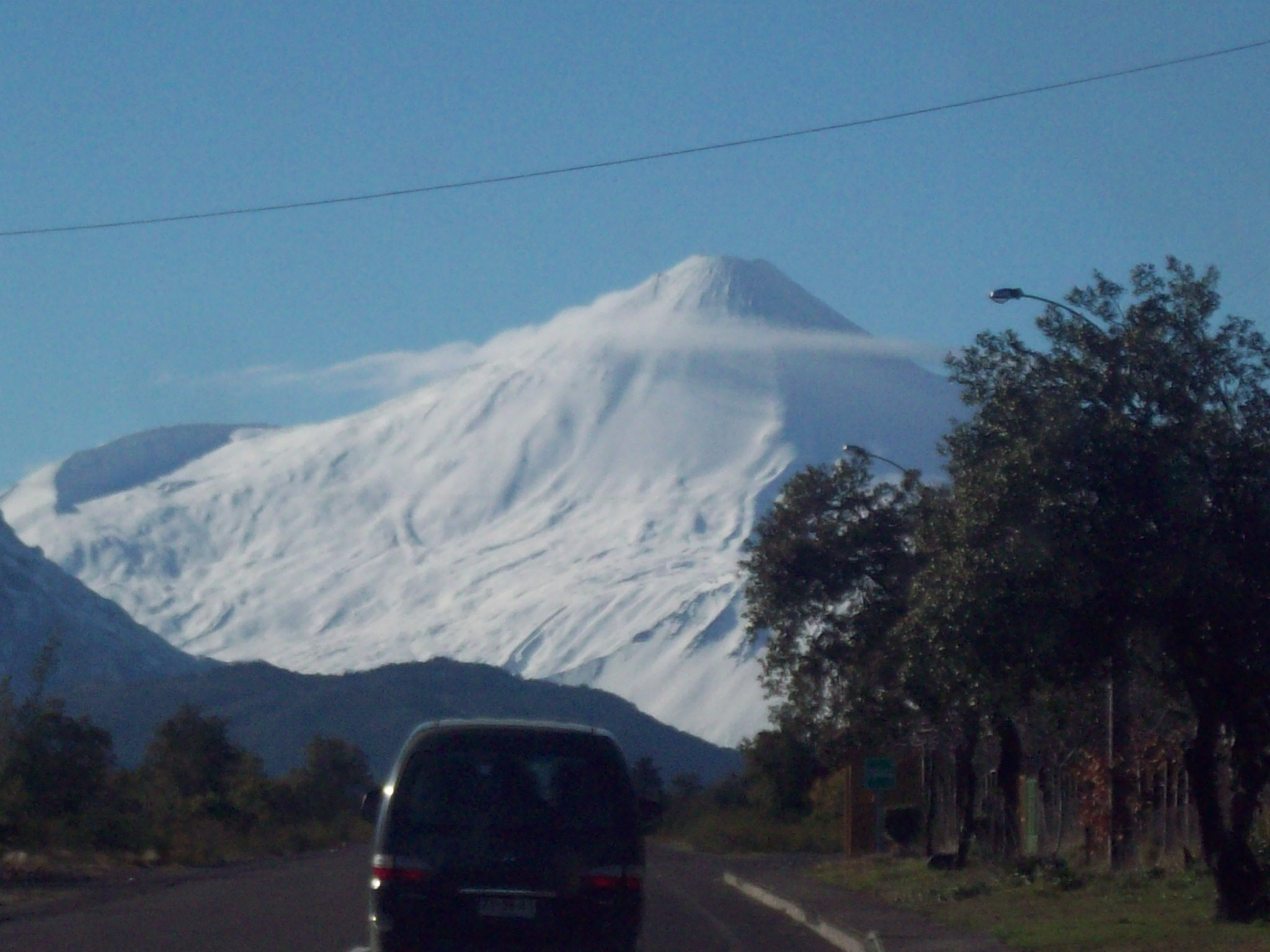
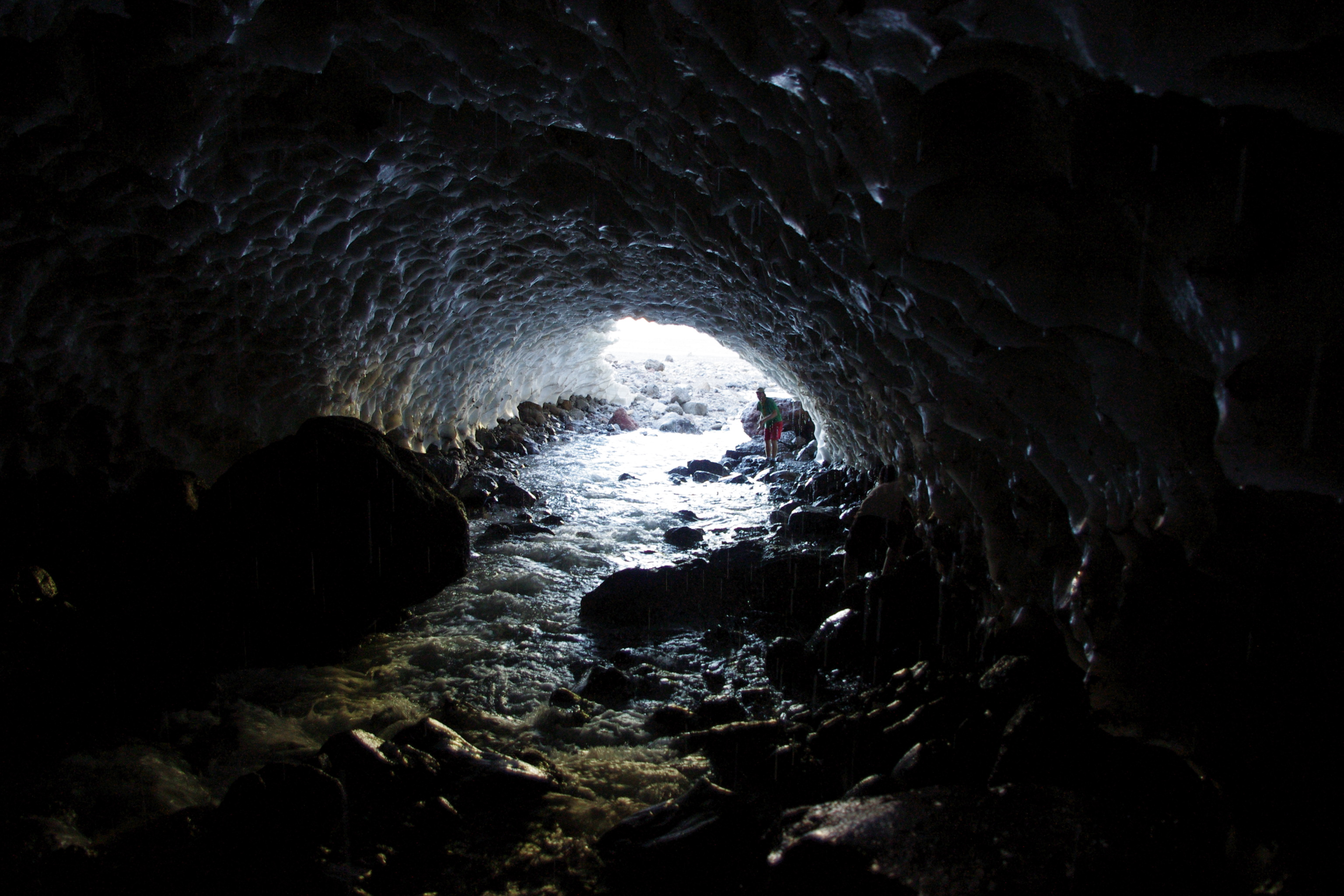